# 共同印刷争議
共同印刷争議（きょうどういんさつそうぎ）は、1926年に共同印刷株式会社において発生した大規模な労働争議である。

## 概要
共同印刷株式会社の操業の短縮と短縮分賃金カット発表に端を発して、日本労働組合評議会の指導の下に、関東出版労働組合加盟の労働者がストライキに突入したが、会社側は、暴力団や臨時職工を工場に引き入れて操業を再開。ストライキは全国からの支援を受けて60日間続けられ、3月18日終結したが、約1700人の労働者が職を失い、労働者側の敗北に終わった。
この争議の中心にいた徳永直は、小説『太陽のない街』の岩波文庫版（1950年）の〈解説〉で、この争議は最初から敗北の予感に捉われていた悲壮なものだったと回想している。

## 経過
- 1926年
  - 1月8日 - 共同印刷株式会社（当時の従業員数2300人）は日本労働組合評議会傘下の関東出版労働組合の組合員ら250人に対して、操業の短縮[2]と短縮分の賃金カットを発表[1]。
  - 1月19日 - 組合がにストライキを決議[2]。
  - 1月20日 - 同日よりストライキに突入したが、会社側は工場を閉鎖し、1894人の解雇を発表した[1]。
  - 3月18日 - 退職金12万円等の条件を受け入れ、ストライキが終結した[1]。

## プロレタリア芸術運動との関わり
- 1926年
  - 1月 - 日本プロレタリア文芸連盟演劇部が小道具をトランクに入れて公演を行い、激励やカンパ集めをするようになり、ここから日本のプロレタリア演劇運動の源流となる「トランク座」が生まれる。
  - 3月 - 日本プロレタリア文芸連盟の橋浦泰雄、柳瀬正夢、木部正行、村山知義ら美術部は、街頭で似顔絵を描いてカンパを集め、争議団に送った[3]
- 1929年 - 共同印刷の労働者でこの争議に参加していた徳永直が『戦旗』6月号から11月号まで、体験をもとにした小説『太陽のない街』を発表。翌年、舞台化され、1954年には映画化された。

## 関連文献
- 横山和雄「1926年共同印刷争議前後をめぐる資本家の労務政策」『労働運動史研究』（労働運動史研究会編、労働旬報社、1970年7月）
- 上野山博『闘った印刷労働者—日本労働組合評議会出版労働組合の歩み』（「闘った印刷労働者」刊行会、1983年）